# Seznam sovjetskih skladateljev
Seznam sovjetskih skladateljev.

## D
- Edison Vasiljevič Denisov (1929 – 1996)

## G
- Aleksander Konstantinovič Glazunov (1865 – 1936)
- Reinhold Morisevič Glière (1874 – 1956)

## K
- Dimitrij Borisovič Kabalevski (1904 – 1987)
- Lev Konstantinovič Knipper (1898 - 1974)

## P
- Sergej Sergejevič Prokofjev (1891 – 1953)

## Š
- Rodion Ščedrin (*1932)
- Dmitrij Dmitrijevič Šostakovič (1906 – 1975)